# Musée de Porvoo
Le musée de Porvoo (finnois : Porvoon museo) est un musée à Porvoo en Finlande ,.

## Présentation
Le musée de Porvoo gère trois lieux d'expositions, l'ancien hôtel de ville, la maison Holm et l'ancienne maison de Johan Ludvig Runeberg.

## Ancien hôtel de ville
L'exposition principale de l'ancien hôtel de ville présente l'histoire de Porvoo et le passé de l'Uusimaa orientale de la période glaciaire jusqu'au XVIIIe siècle.
De plus, l'hôtel de ville expose des peintures d'Albert Edelfelt et de Johan Knutson, des sculptures de  Ville Vallgren, des meubles, des céramiques, du verre et des bijoux.
Entre autres, il y a une collection de meubles de Louis Sparre et de céramiques d'Alfred William Finch de la fabrique Iris, qui a fonctionné à Porvoo dd 1897 à 1902.

## Maison Holm
La maison Holm (sv) est la demeure d'un riche marchand de Porvoo du XVIIIe siècle, avec hall, atrium, chambre des maîtres, chambres et cuisine.
Autour de la cour à l'extérieur de la propriété, qui s'étend jusqu'à Bergsgatan, se trouvent deux petits bâtiments résidentiels et des dépendances telles que des écuries, une grange, une porcherie et des hangars.
Il y a aussi un jardin à l'ancienne avec des plantes vivaces ainsi que des herbes et des plantes médicinales, telles que le lichen, la menthe poivrée, le houblon et la rhubarbe.

## Maison Runeberg
La maison de Johan Ludvig Runeberg est située dans le quartier de style empire de Porvoo au coin des rues Aleksanterinkatu et Runeberginkatu.
La maison présente la vie du poète national Johan Ludvig Runeberg et de sa famille au XIXe siècle.

## Galerie

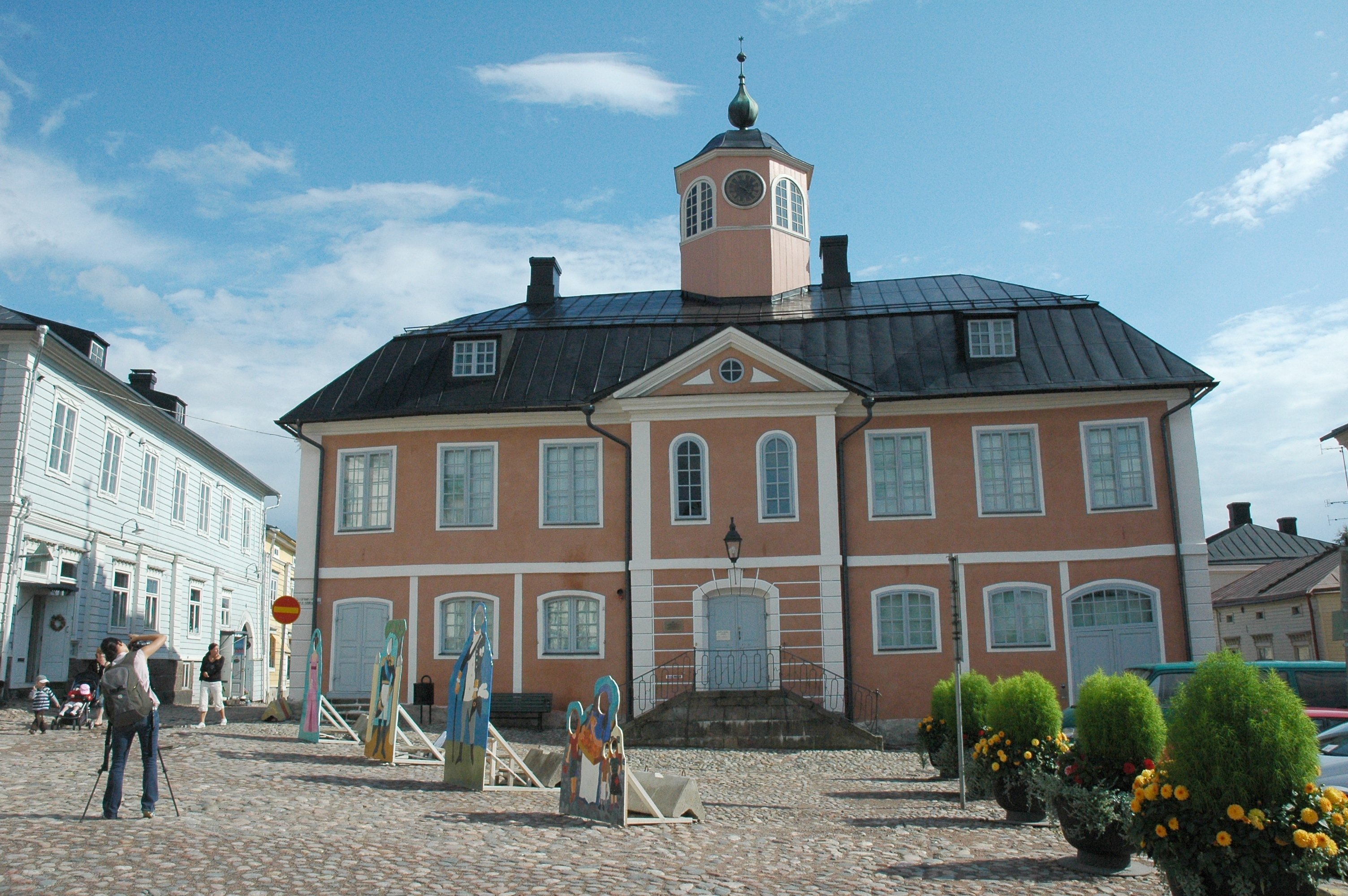
L'ancien hôtel de ville.
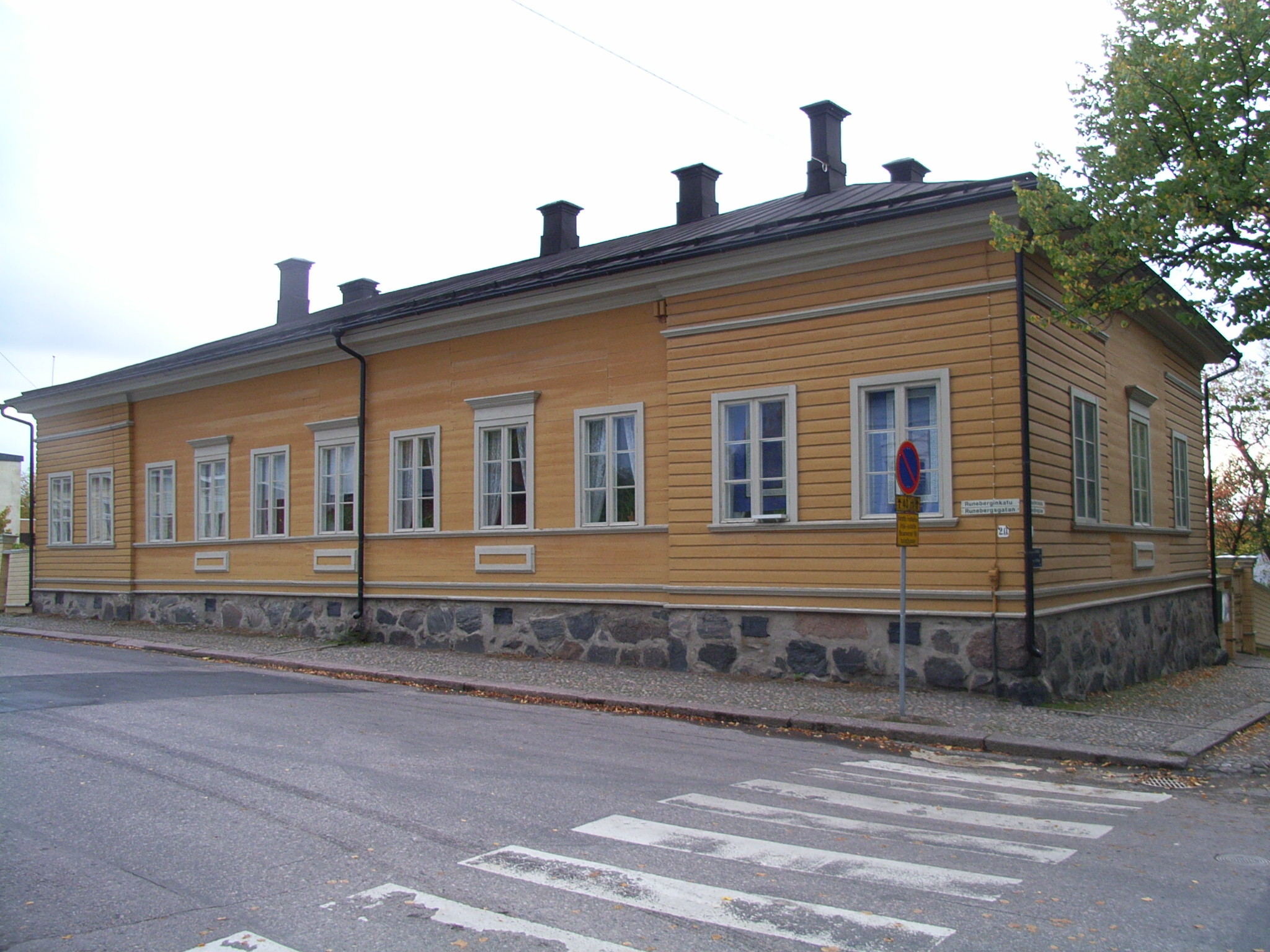
L'ancienne maison de Johan Ludvig Runeberg.
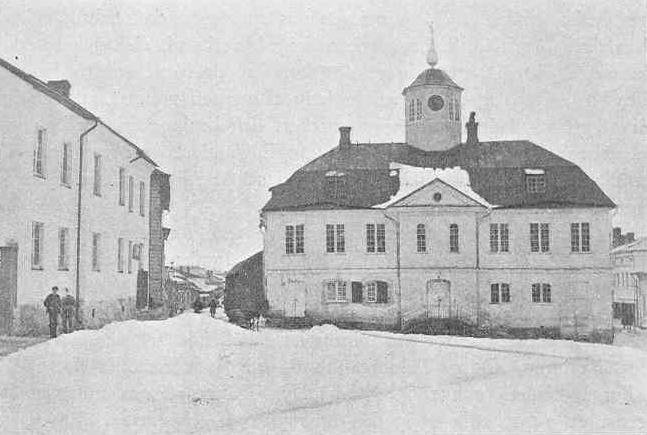
La maison Holm (sv).